# Cassida atrorubra
Cassida atrorubra es un coleóptero de la familia Chrysomelidae.
Fue descrita científicamente por primera vez en 1999 por Borowiec.